# Deer Park (Californië)
Deer Park is een plaats (census-designated place) in de Amerikaanse staat Californië, en valt bestuurlijk gezien onder Napa County.

## Demografie
Bij de volkstelling in 2000 werd het aantal inwoners vastgesteld op 1433.

## Geografie
Volgens het United States Census Bureau beslaat de plaats een oppervlakte van
14,8 km², geheel bestaande uit land.

## Plaatsen in de nabije omgeving
De onderstaande figuur toont nabijgelegen plaatsen in een straal van 24 km rond Deer Park.